# Altalena-affaire

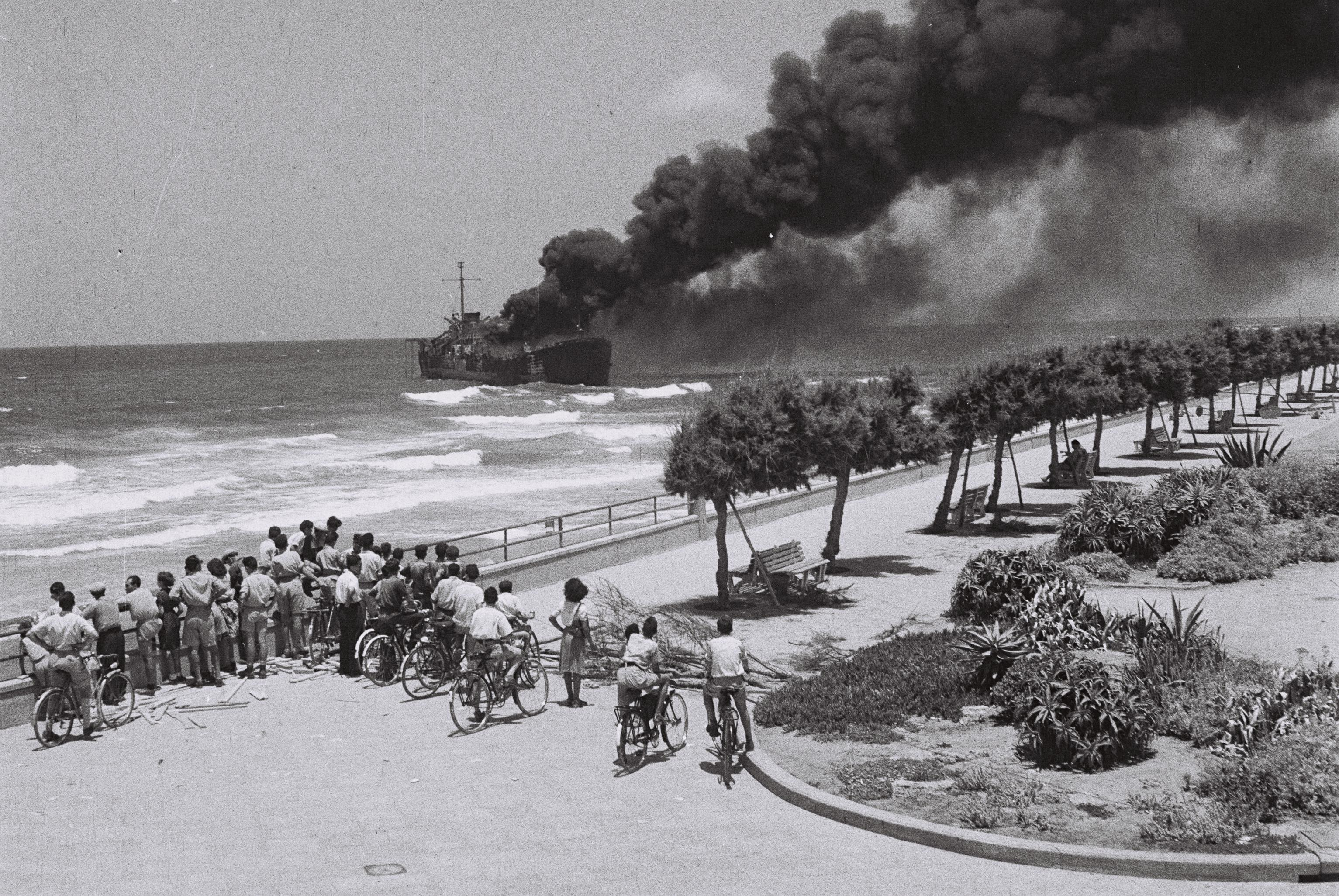
De Altalena op het strand van Tel Aviv.

De Altalena-affaire was een gewelddadige confrontatie die plaats vond in juni 1948 tussen het nieuw gevormde Israëlisch defensieleger (IDF) en de Joodse paramilitaire organisatie Irgoen. Het conflict draaide rond het schip Altalena, waarmee de Irgoen wapens voor de eigen organisatie aan land bracht.

## Achtergrond

### Vorming van de Israëlische staat
In mei 1948 kwam er op basis van een besluit van de Verenigde Naties een einde aan de Britse mandaat over Palestina. Op 14 mei 1948 werd de staat Israël uitgeroepen, gevolgd door de vorming van een tijdelijke regering en een eigen leger, het Israëlische Defensieleger. 

### Eén leger
De Israëlische regering wenste dat de verschillende Joodse paramilitaire groepen die tot dan toe onafhankelijk hadden geopereerd zouden moeten opgaan in het IDF. Dit proces kostte echter tijd en ging moeizaam. Een van de grootste paramilitaire organisaties, de Irgoen, had in Frankrijk wapens ingeslagen. Deze wapens zouden samen met verse gevechtskrachten met het schip Altalena naar Palestina worden gebracht. De bedoeling was dat het schip op 15 mei zou arriveren. De verscheping duurde echter langer en de Altalena verliet Frankrijk pas op 11 juni met een grote lading wapentuig en negenhonderdveertig vrijwilligers.

### De aankomst van de Altalena
Op dat moment had Israël net een wapenstilstand gesloten met haar Arabische tegenstanders. Een van de afspraken was dat er tijdens de gevechtspauze geen nieuwe wapens zouden worden aangevoerd. De leiding van Irgoen vreesde dat de aankomst van de Altalena kon worden gezien als een schending van de voorwaarden. Menachem Begin gaf opdracht op de aankomst uit te stellen. Op 15 juni had Begin een ontmoeting met Yisrael Galili en Levi Eshkol, die beiden de tijdelijke regering vertegenwoordigde. Zij vertelden Begin dat premier David Ben-Gurion instemde met het aan land brengen van de vrijwilligers en wapens. Het schip werd naar het strand van Kfar Vitkin gebracht, waar het makkelijk was om VN-waarnemers te ontlopen.
Hierna volgde moeizame onderhandelingen tussen de regering en de Irgoen-leiding. Ben-Gurion ging ermee akkoord dat twintig procent van de lading overgebracht werd naar de Irgoen-brigade die in Jeruzalem vocht. Begin wilde echter dat de rest van de wapens en munitie terecht zou komen bij de Irgoen-brigades die intussen waren opgenomen in de IDF. Deze eis wees de regering af, omdat zij een "leger binnen een leger" vreesde.

### Kfar Vitkin
De Altalena arriveerde op 20 juni bij Kfar Vitkin en werd daar opgewacht door leden en sympathisanten van Irgoen. De vrijwilligers werden van boord gehaald en overgebracht naar een trainingskamp van het IDF. Daarnaast werd de lading die bestond uit tweeduizend geweren, tweehonderd brenguns en twee miljoen kogels aan land gebracht.
Tegelijkertijd kwam de regering bijeen voor haar wekelijkse vergadering. Daarbij werd besloten dat Begin gedwongen moest worden de wapens over te dragen, desnoods met geweld. De volgende morgen arriveerde de Alexandroni-brigade onder leiding van Dan Even bij Kfar Vitkin. Tegelijkertijd zette drie korvetten scheep richting het dorp. Aan Begin werd een ultimatum gesteld, waarop hij binnen tien minuten moest reageren. Die korte termijn was om te voorkomen dat Begin een verrassingsactie kon uithalen.
Begin op zijn beurt beweerde dat hij meer tijd nodig had en vertrok naar Netanja om daar te overleggen met regeringsvertegenwoordigers. Tegelijkertijd was op het strand van Kfar Vitkin sprake van een patstelling tussen Irgoen-leden en het IDF. Begin keerde terug zonder tot een akkoord te zijn gekomen. In de avond werden er opeens schoten uitgewisseld, waarbij onduidelijk is wie begon. De schotenwisseling leidde tot twee doden aan de kant van de IDF en zes doden aan de kant van Irgoen. Bewoners van Kfar Vitkin bemiddelden vervolgens, wat leidde tot een staak-het-vuren. De wapens die aan land waren gebracht werden overgedragen aan de IDF.

### Tel Aviv
Begin gaf intussen opdracht dat de Altalena koers moest zetten richting Tel Aviv, waar de Irgoen veel aanhang had. Veel Irgun-leden die zich eerder bij de IDF hadden gevoegd verlieten hun bases en trokken naar Tel Aviv. Ben-Gurion gaf de Israeli Air Force de opdracht de Altalena de bombarderen, maar er werd geen piloot gevonden die bereid was om dat te doen. Daarom opende de drie korvetten het vuur toen de Altalena Tel Aviv naderde. Vanaf de Altalena werd met brenguns geantwoord, waarop de korvetschepen tijdelijk het vuur staakten. De Altalena liep vast op het drukste gedeelte van het strand van Tel Aviv, nabij de David Frischmanstraat. Ben Guriun gaf de stafchef van het leger Yigael Yadin opdracht het schip te omsingelen en het met geweld in te nemen. Het bevel ter plekke was in handen van Yitzhak Rabin. De Altalena vatte vlam nadat het meerdere keren was beschoten. IDF-troepen naderden het schip onder dekking van machinegeweervuur. Verschillende militairen weigerden te schieten, waaronder een Palmach-soldaat, wiens broer zich aan boord van het schip bevond. Menachem Begin wilde verder bloedvergieten voorkomen en gaf zijn manschappen de opdracht de witte vlag te hijssen. Desondanks ging de vuuruitwisseling door. Intussen naderde het vuur de munitieopslagplaatsen aan boord van het schip. In reactie verlieten de nog aanwezige Irgoen-leden het schip.

### Gevolgen

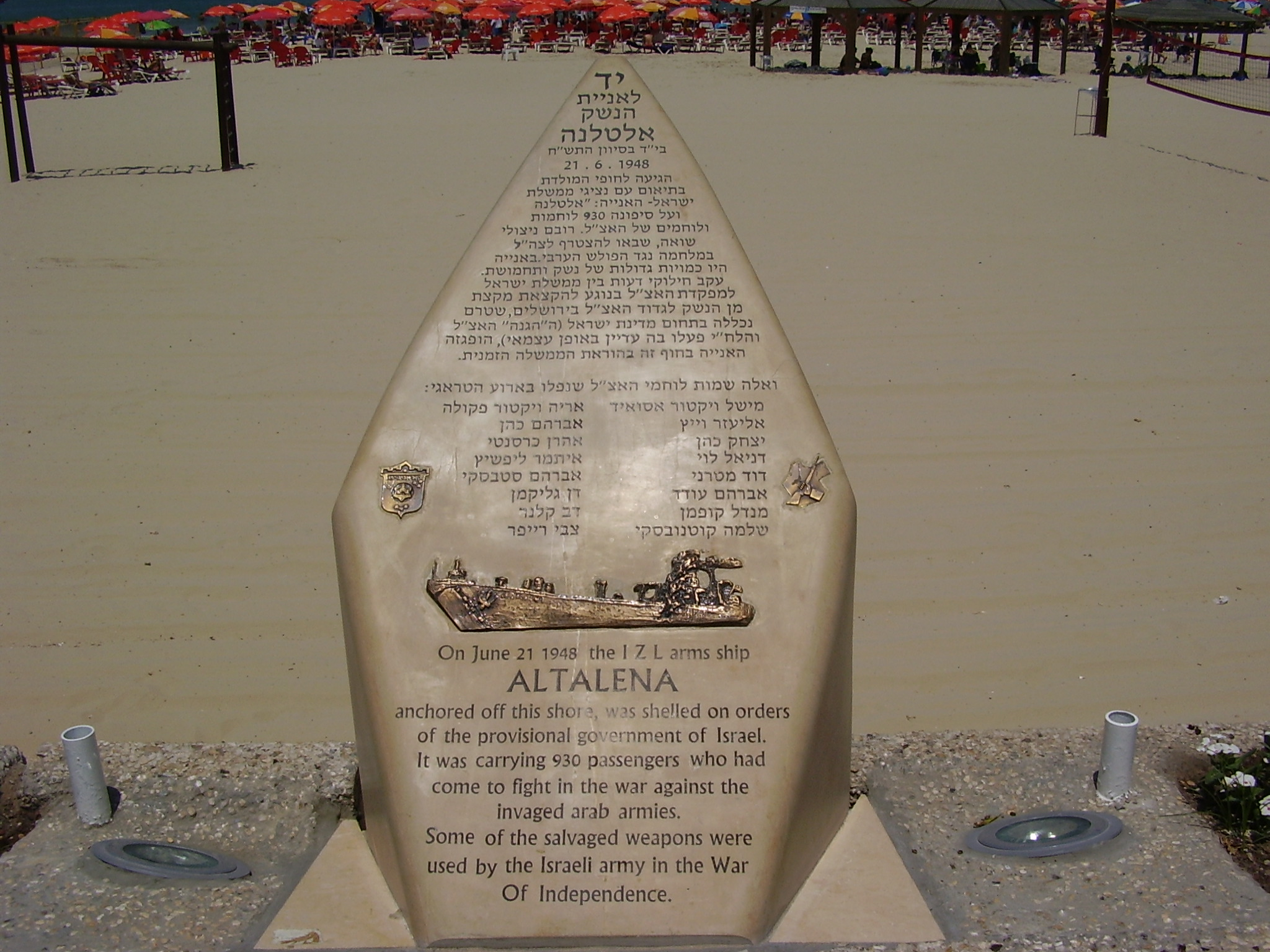
Een monument op het strand van Tel Aviv.

In de dagen daarna werden meer dan tweehonderd Irgoen-leden gearresteerd, hoewel de meesten na een paar weken weer werden vrijgelaten. Vijf commandanten zaten meer dan twee maanden vast. De legereenheden die bestonden uit Irgoen-leden en sympathisanten werden ontbonden en de soldaten verspreid over andere eenheden. Acht Israëlische soldaten die geweigerd hadden het vuur te openen moesten voor de krijgsraad te verschijnen. Intussen gaf Begin de Irgoen-leden die zich nog op vrije voeten bevonden de opdracht niet terug te vechten. In een radiotoespraak zei hij dat Joden niet tegen Joden moesten vechten. In plaats daarvan riep hij op zich te richten op de strijd om de Oude Stad van Jeruzalem. De Altalena werd een jaar later versleept en ruim twintig kilometer voor de kust van Risjon Letsion tot zinken gebracht. In totaal verloren zestien Irgoen-leden het leven, zes bij Kfar Vitkin en tien op het strand van Tel Aviv. Drie IDF-soldaten kwamen om.

## Nasleep
De Altalena-affaire legde de diepe verdeeldheid tussen de belangrijke politieke facties in Israël bloot. Aanhangers van Ben-Gurion rechtvaardigen zijn optreden door er op te wijzen dat deze nodig was om het gezag van de regering te vestigen en te voorkomen en om te voorkomen dat er gewapende facties gevormd werden die zouden concurreren met de IDF. Bovendien ligt het monopolie op geweld volgens hen bij de staat. Door wapens te importeren als particuliere groep ondermijnde de Irgoen de legitimiteit van de Israëlische staat. Tegenstanders wijzen er op dat het gebruik van geweld niet per se nodig was geweest om het conflict te beëindigen. Bij de benoeming van Begin tot premier in 1977 laaide de discussie rond de Altalena weer kort op. Begin zou later zeggen dat zijn grootste prestatie was dat hij "geen wraak nam en daardoor een burgeroorlog voorkwam".